# چارچوب مدل‌سازی اکلیپس
چارچوب مدل‌سازی اکلیپس (انگلیسی: Eclipse Modeling Framework) یک چارچوب معماری مدل-محور و کدسازی متعلق به بنیاد اکلیپس می‌باشد، که برای ایجاد ابزارها و برنامه‌های کاربردی مبتنی بر یک مدل داده ساختار یافته، مورد استفاده قرار می‌گیرد. چارچوب مدل‌سازی اکلیپس قابلیت بارگذاری مشخصات سایر مدل‌ها در قالب فایل اکس‌ام‌آی را داشته و با در اختیار قرار دادن ابزارها و پشتیبانی از اجرای زمان‌دار، امکان تولید مجموعه‌ای از کلاس‌های جاوا را برای مدل، فراهم می‌کند.